# Arrondissement del dipartimento della Savoia
Gli arrondissement del dipartimento della Savoia, nella regione francese dell'Alvernia-Rodano-Alpi, sono tre: Albertville (capoluogo Albertville), Chambéry (Chambéry) e Saint-Jean-de-Maurienne (Saint-Jean-de-Maurienne).

## Composizione

I tre arrondissement del dipartimento nella regione Alvernia-Rodano-Alpi dal 2017

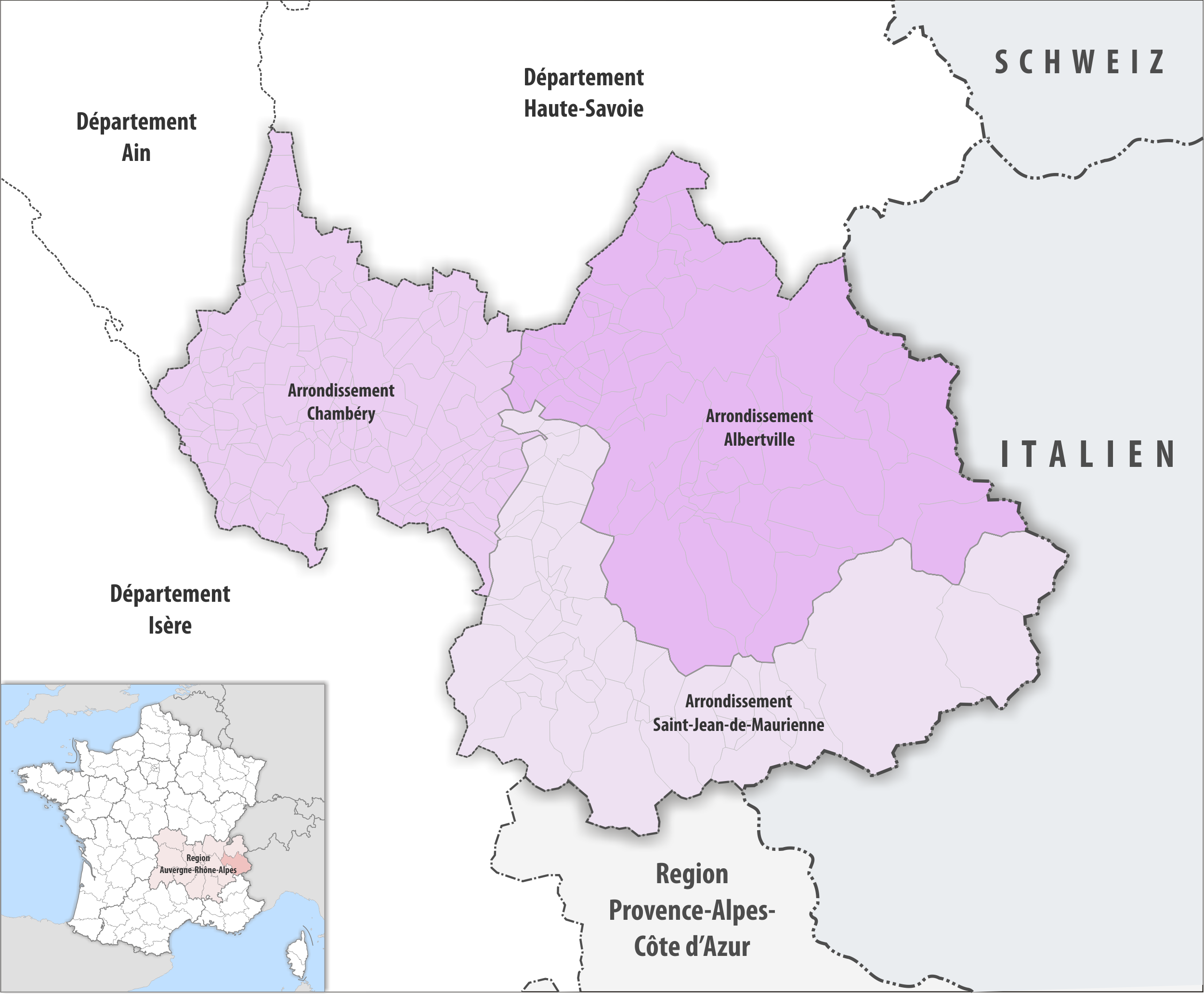
Mappa degli arrondissement del dipartimento della Savoia.

| Nome                                      | Codice INSEE | N° di comuni | Superficie km2 | Popolazione | Densità (abitanti/km2) |
| ----------------------------------------- | ------------ | ------------ | -------------- | ----------- | ---------------------- |
| Arrondissement di Albertville             | 731          | 69           | 2 466,1        | 111 739     | 45                     |
| Arrondissement di Chambéry                | 732          | 151          | 1 586,1        | 279 095     | 176                    |
| Arrondissement di Saint-Jean-de-Maurienne | 733          | 53           | 1 976,0        | 42 890      | 22                     |
| Dipartimento della Savoia                 | 73           | 273          | 6 028,2        | 433 724     | 72                     |

## Storia
- 1792: istituzione del dipartimento del Monte Bianco con sette distretti: Annecy, Carouge, Chambéry, Cluses, Moûtiers, Saint-Jean-de-Maurienne e Thonon.
- 1798: i distretti di Carouge, Cluses e Thonon sono distaccati per formare il dipartimento del Lemano.
- 1800: istituzione degli arrondissement.
- 1815: soppressione del dipartimento del Monte Bianco, restaurazione del ducato di Savoia all'interno del Regno di Sardegna.
- 1860: istituzione del dipartimento della Savoia con quattro arrondissement : Albertville, Chambéry, Moûtiers e Saint-Jean-de-Maurienne.
- 1926: l'arrondissement di Moûtiers è soppresso dal decreto legge 10 settembre 1926. I suoi cantoni sono inseriti nell'arrondissement di Albertville.[5][6]